# Gheorghe Crețu

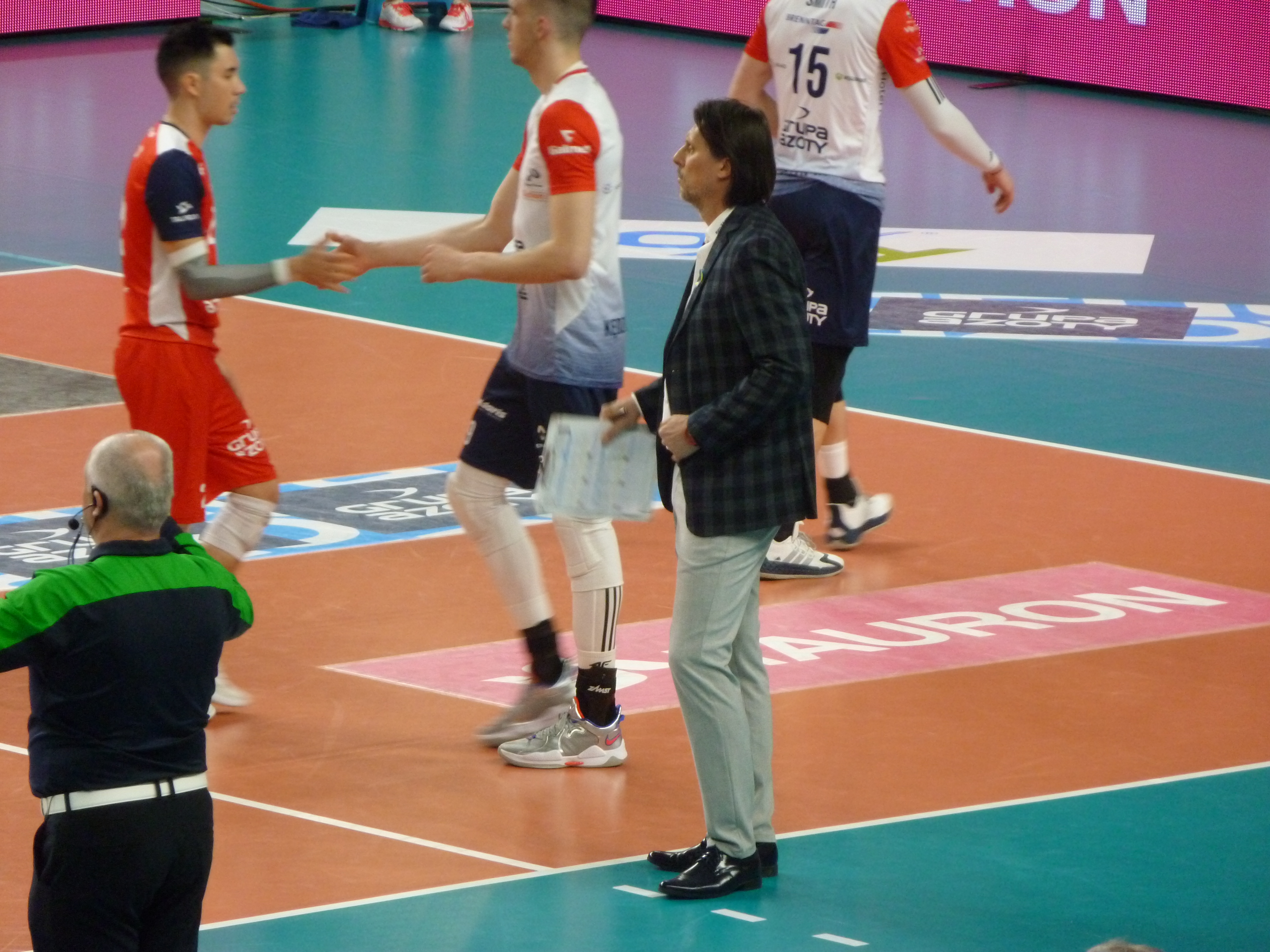
Gheorghe Crețu trenerem Grupy Azoty ZAKSA Kędzierzyn-Koźle

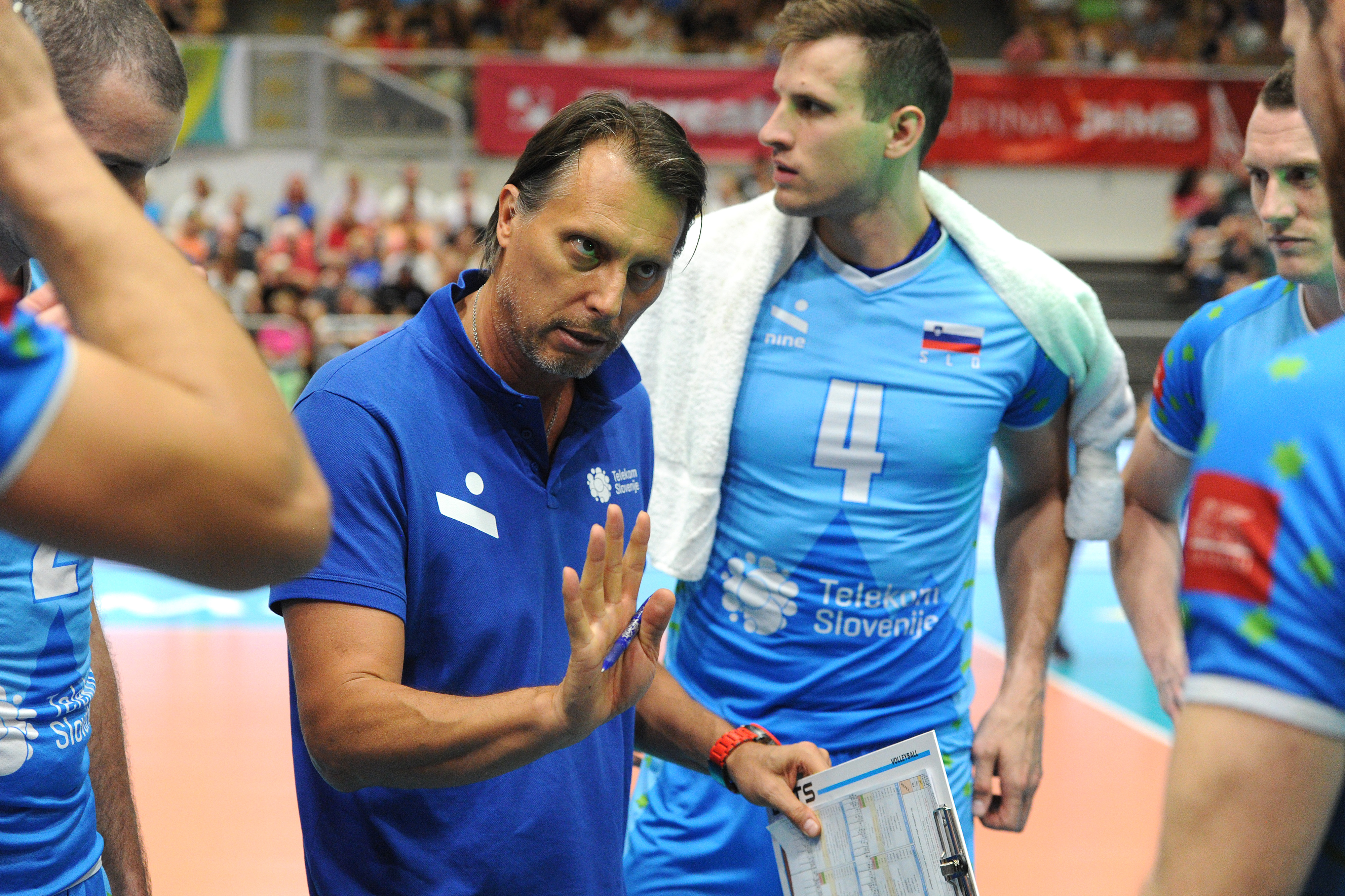
Gheorghe Crețu trenerem reprezentacji Słowenii w 2022 roku

Gheorghe Crețu (ur. 8 sierpnia 1968 w Konstancy) – rumuński trener siatkówki, a wcześniej siatkarz.

## Kariera trenerska
| Lata                                      | Drużyna                            |
| 1997–1998                                 | SVS Sokol Röder                    |
| 1998–1999                                 | Union Perchtoldsdorf               |
| 1999                                      | Austria (asystent)                 |
| 2000–2001                                 | Union Perchtoldsdorf               |
| 2001–2005                                 | HotVolleys Wiedeń                  |
| 2007                                      | Pepe Jeans Lennik                  |
| 2007–2008                                 | Rumunia                            |
| 2008–2010 (od 16.01.2008) (do 12.01.2010) | Bassano Volley                     |
| 2010 (od 17.02.2010)                      | Quasar Massa Versilia              |
| 2010–2011 (od 23.11.2010)                 | Indykpol AZS UWM Olsztyn           |
| 2013–2014                                 | Al Arabi Ad-Dauha                  |
| 2014–2019                                 | Estonia                            |
| 2014–2017                                 | Cuprum Lubin                       |
| 2017–2018                                 | Biełogorje Biełgorod               |
| 2018–2019 (od 28.10.2018)                 | Asseco Resovia Rzeszów             |
| 2019–2020                                 | Kuzbass Kemerowo                   |
| 2021–2022                                 | Grupa Azoty ZAKSA Kędzierzyn-Koźle |
| 2022–2024                                 | Słowenia                           |
| 2024–2025                                 | PGE GiEK Skra Bełchatów            |
| 2025–                                     | Serbia                             |

## Jako siatkarz

### Sukcesy klubowe
Mistrzostwo Rumunii:
- 1992
- 1988, 1989

Puchar Austrii:
- 1996, 1997

Mistrzostwo Austrii:
- 1996, 1997

## Jako trener

### Sukcesy klubowe
Puchar Austrii:
- 2002, 2003

Liga austriacka:
- 2002, 2003, 2004
- 2005

Superpuchar Rosji:
- 2019

Liga rosyjska:
- 2020

Puchar Polski:
- 2022[5]

Liga polska:
- 2022[6]

Liga Mistrzów:
- 2022

### Sukcesy reprezentacyjne
Liga Europejska:
- 2016, 2018

Mistrzostwa Europy:
- 2023[7]